# 8時だJ
『8時だJ』（はちじだジェイ）は、1998年（平成10年）4月15日から1999年（平成11年）9月22日までテレビ朝日で毎週水曜日20:00 - 20:54に放送されていた、ジャニーズJr.がメインのバラエティ番組である。放送回数は全59回。

## 番組概要
ジャニーズJr.としては初めての全国放送のゴールデン枠（テレビ朝日制作）進出番組。放送時間は1時間である。1999年9月に番組はリニューアルされ、次番組の『やったるJ』となった。
番組内ではジャニーズJr.のオーディションも行われ、良知真次や長谷川純など、この番組から事務所入りした者もいる。また、ⅤやB.B.A.など、ジャニーズJr.内のユニットに関するプロジェクトも進行され、メンバーを募る企画もあった。
2018年12月29日の20時54分 - 22時30分に96分番組として、約19年ぶりに特別番組として復活放送され、番組には当時のジャニーズJr.メンバーだった滝沢秀明らが登場した。

## レギュラー放送
MC
- ヒロミ・滝沢秀明

出演者
- ジャニーズJr.
  - 今井翼
  - 櫻井翔
  - 相葉雅紀
  - 二宮和也
  - 松本潤
  - 横山裕
  - 渋谷すばる
  - 村上信五
  - 丸山隆平
  - 安田章大
  - 錦戸亮
  - 内博貴
  - 山下智久
  - 風間俊介
  - 生田斗真
  - 長谷川純
  - 小原裕貴

他数名

アシスタント
- 大桃美代子

主なゲスト
- 渡辺正行
- 三宅健（V6/Coming century）
- 清水圭
- 林家こぶ平
- 真壁伸也
- 柴田理恵（大同窓会にも出演。）
- 高橋英樹

## 主なコーナー
- Jr.の気持ち
- お笑いJr
- J-1グランプリ
- Jr.シアター
- 星のコーチさま
- どっちだJ
  - おやじ組
  - おいしいクイズ
  - jrとジュリエット
  - THE極める
- ばっくれ刑事純J派[4]
- ジャニーズJr.オーディション
  - 第1回合格者[3]：岩倉具博、小野島聖仁、小林英和、鈴木将洋、高梨秀輔、長坂和彦、中村翔、長谷川純、原裕太、良知真次

## 大同窓会
滝沢秀明が引退する直前の2018年12月29日に『テレビ朝日開局60周年記念 超豪華!! 最初で最後の大同窓会！8時だJ』として20年ぶりに番組が復活。番組の最後には今井翼が登場し、「Venus」（2006年）と「愛はタカラモノ」（2010年）をメドレーで披露。タッキー&翼としての最後のバラエティ出演となった。
MC
- ヒロミ

出演者
- 滝沢秀明、嵐、関ジャニ∞、山下智久、生田斗真、風間俊介、長谷川純　／　今井翼

アシスタント
- 弘中綾香（テレビ朝日アナウンサー）

ゲスト
- 関根勤
- 片瀬那奈
- 高橋真麻
- 山崎弘也（アンタッチャブル）
- 陣内智則
- 三田寛子
- ホラン千秋
- 澤部佑（ハライチ）

コーナー
- 伝説の曲を超豪華メンバーで歌唱
- クイズ8時だJ〜大恥&超貴重映像で対決〜
- お前まだ覚えてる？〜20年越しの告白&謝罪〜
- ㊙︎サプライズゲスト登場で感動のフィナーレ

## ネット局
| 放送対象地域  | 放送局           | 系列           | ネット形態 |
| ------------- | ---------------- | -------------- | ---------- |
| 関東広域圏    | テレビ朝日       | テレビ朝日系列 | 制作局     |
| 北海道        | 北海道テレビ     | テレビ朝日系列 | 同時ネット |
| 青森県        | 青森朝日放送     | テレビ朝日系列 | 同時ネット |
| 岩手県        | 岩手朝日テレビ   | テレビ朝日系列 | 同時ネット |
| 宮城県        | 東日本放送       | テレビ朝日系列 | 同時ネット |
| 秋田県        | 秋田朝日放送     | テレビ朝日系列 | 同時ネット |
| 山形県        | 山形テレビ       | テレビ朝日系列 | 同時ネット |
| 福島県        | 福島放送         | テレビ朝日系列 | 同時ネット |
| 新潟県        | 新潟テレビ21     | テレビ朝日系列 | 同時ネット |
| 長野県        | 長野朝日放送     | テレビ朝日系列 | 同時ネット |
| 静岡県        | 静岡朝日テレビ   | テレビ朝日系列 | 同時ネット |
| 石川県        | 北陸朝日放送     | テレビ朝日系列 | 同時ネット |
| 中京広域圏    | 名古屋テレビ     | テレビ朝日系列 | 同時ネット |
| 近畿広域圏    | 朝日放送         | テレビ朝日系列 | 同時ネット |
| 島根県 鳥取県 | 山陰中央テレビ   | フジテレビ系列 | 遅れネット |
| 広島県        | 広島ホームテレビ | テレビ朝日系列 | 同時ネット |
| 山口県        | 山口朝日放送     | テレビ朝日系列 | 同時ネット |
| 香川県 岡山県 | 瀬戸内海放送     | テレビ朝日系列 | 同時ネット |
| 愛媛県        | 愛媛朝日テレビ   | テレビ朝日系列 | 同時ネット |
| 高知県        | テレビ高知       | TBS系列        | 遅れネット |
| 福岡県        | 九州朝日放送     | テレビ朝日系列 | 同時ネット |
| 長崎県        | 長崎文化放送     | テレビ朝日系列 | 同時ネット |
| 熊本県        | 熊本朝日放送     | テレビ朝日系列 | 同時ネット |
| 大分県        | 大分朝日放送     | テレビ朝日系列 | 同時ネット |
| 鹿児島県      | 鹿児島放送       | テレビ朝日系列 | 同時ネット |
| 沖縄県        | 琉球朝日放送     | テレビ朝日系列 | 同時ネット |

## スタッフ

### レギュラー
- ナレーション：辻谷耕史、武田広、真中了
- 構成：海老克哉、浜田悠、つかはら、ほそかわ紀子、長谷川勝士
- TD：宮田一（テレビ朝日）
- カメラ：二瓶友美（テレビ朝日）
- VE：北原伸之（テイクシステムズ）
- 音声：
- PA：田村智宏（ロッコウ・プロモーション）
- 照明：小島裕行・湯浅洋一（以上共立）
- 美術：高原篤（テレビ朝日）
- デザイン：北原國彦（テレビ朝日）
- 美術進行：金原典代（テレビ朝日クリエイト）
- 装置：藤崎百合馬
- 大道具：松野秀生
- 電飾：田中
- 衣裳：大友雄士郎
- ロケ技術：ティ・ピー・ブレーン
- ロケ照明：クリア
- 編集：細川孝幸（麻布プラザ）
- MA：岡崎博之（麻布プラザ）
- 音効：村田好次（佳夢音）
- TK：中里優子
- 広報：粟井淳（テレビ朝日）
- AP：深山典久（テレビ朝日）、増田君儀（ハウフルス）
- ディレクター：山本たかお・岩崎浩（以上テレビ朝日）、山田謙司・千葉昭・和久津一成・芝崎利行・佐藤実（以上ハウフルス）
- 総合演出：菅原正豊（ハウフルス）
- プロデューサー・演出：成田信夫（テレビ朝日）
- 総合プロデューサー：高浦康江（ハウフルス）
- チーフプロデューサー：三倉文宏（テレビ朝日）
- 企画協力：ジャニーズ事務所
- 制作：ハウフルス
- 制作著作：テレビ朝日

### 復活版
- ナレーター：バッキー木場
- 構成：そーたに、都築浩、樅野太紀、板倉輝
- TM：福元昭彦（テレビ朝日）
- TD/SW：宮内大翼（テレビ朝日）、佐藤邦彦
- カメラ：大島秀一（テレビ朝日）
- 音声：吉村歩
- VE：鈴木大作（テレビ朝日）
- クレーン：浅田康和
- 照明：三澤孝至
- PA：佐藤友教
- デザイン：小谷知輝・森崎愛美（以上テレビ朝日）
- 美術進行：高崎絵織
- 大道具：伊藤友太
- 電飾：仁平光一
- 装飾：武村沙織
- モニター：下園拓也
- 特効：吉川剛史
- 編集：中島功二
- MA：藤井光洋
- 音効：波多野精二
- TK：後藤有紀
- CGデザイン：南治樹
- 編成：田中真由子・山本文隆（以上テレビ朝日）
- 宣伝：吉原智美・波多野真代（以上テレビ朝日）
- デスク：岩野美保（テレビ朝日）
- 技術協力：テイクシステムズ、共立、ヌーベルアージュ
- 美術協力：テレビ朝日クリエイト
- AD：源川友規、関西遼
- AP：田中優、藤枝祐一郎、芦原真澄
- ディレクター：時崎豊、春田英知、中村小市郎、加藤圭祐、芳賀羊介
- プロデューサー：山内智未・大坪大祐（以上テレビ朝日）、岩崎晃恵（ハウフルス）
- 演出：芦田太郎（テレビ朝日）
- ゼネラルプロデューサー：荒井祥之（テレビ朝日）
- エグゼクティブプロデューサー：山本たかお（テレビ朝日）、菅原正豊（ハウフルス）
- 事務所協力：ジャニーズ事務所
- 制作協力：ハウフルス
- 制作著作：テレビ朝日

## 関連番組
- 調べるJ（2019年7月20日・12月27日、テレビ朝日） - 20年ぶりに本番組の後継番組として放送された。MCは同じくヒロミ。第1弾はSixTONES、Snow Man、Travis Japan、HiHi Jets、美 少年が出演[11]。第2弾は『SixTONES＆Snow Man 話題の企業に潜入SP』としてSixTONES、Snow Manが出演した[12]。